# Krzesimir Dębski

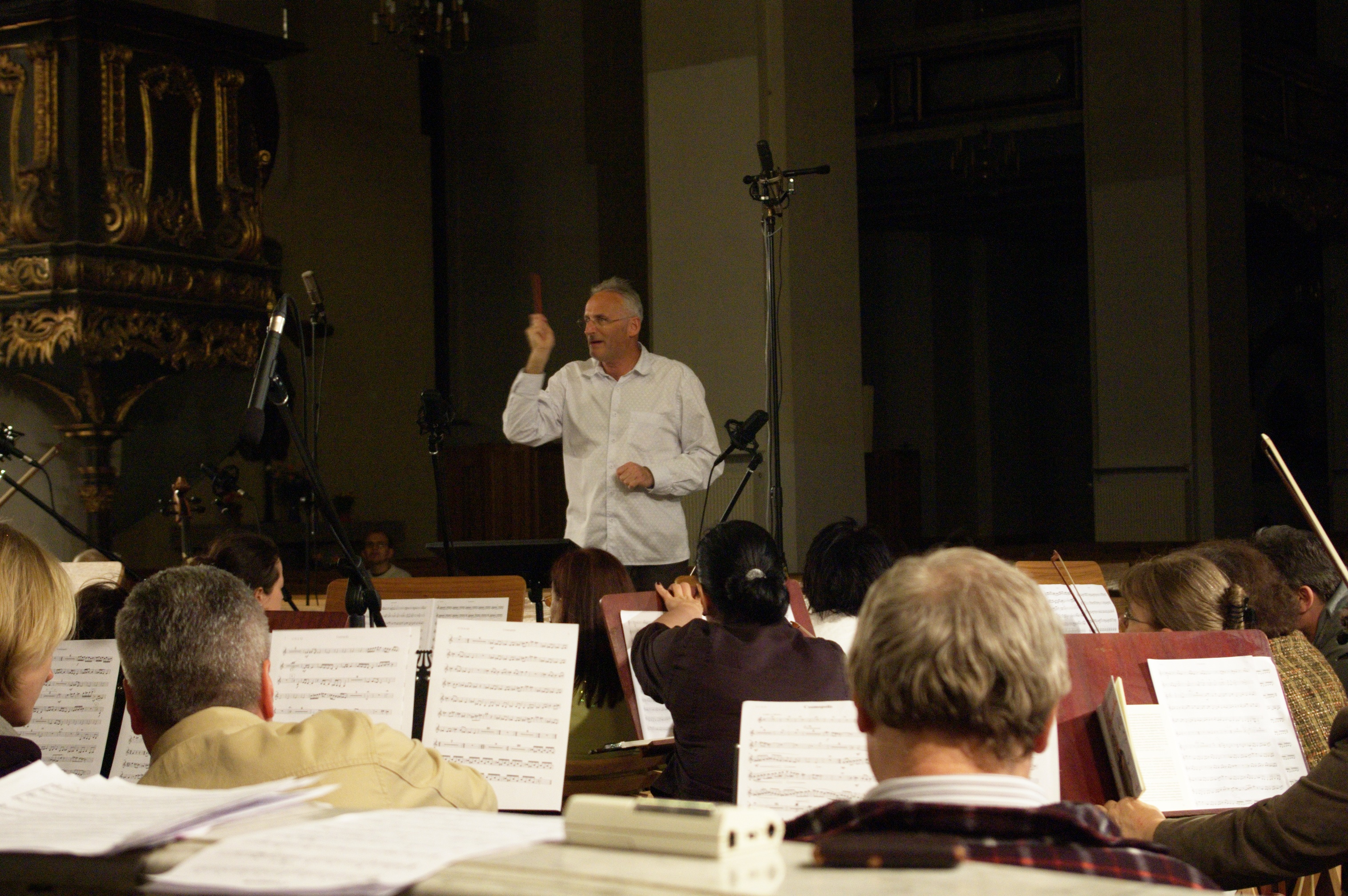
Dębski z Toruńską Orkiestrą Symfoniczną i Chórem Astrolabium podczas nagrywania kompozycji Cosmopolis (2008)

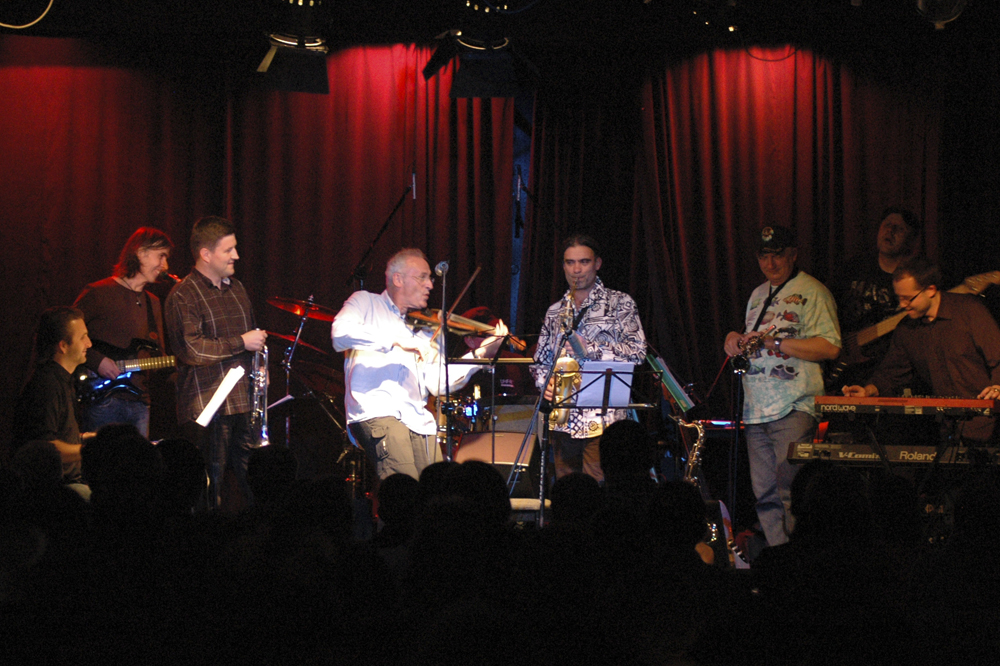
Dębski podczas koncertu w Piasecznie (2008)

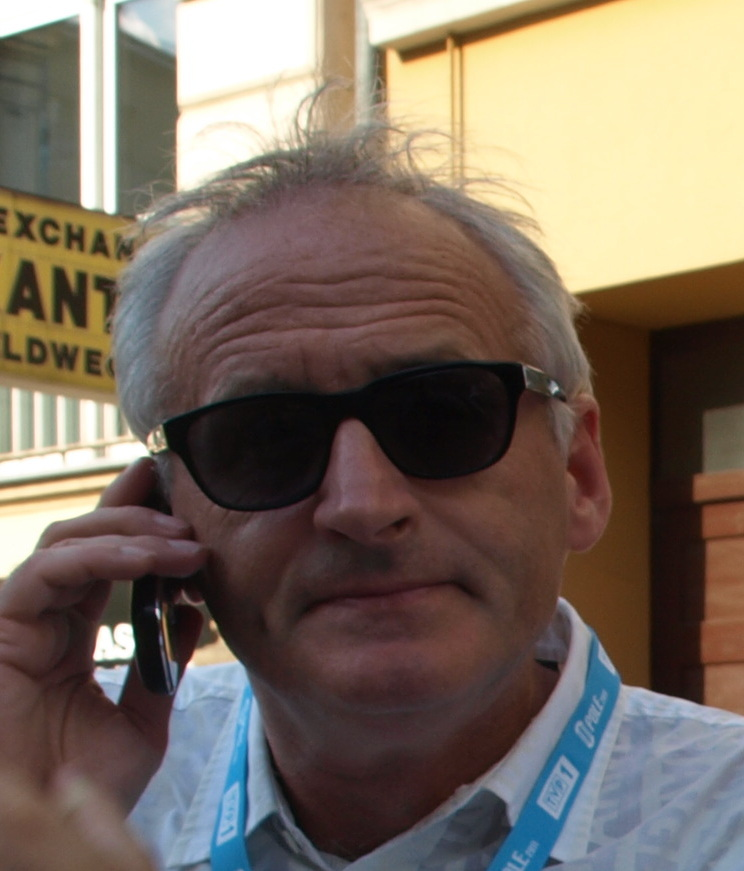
Dębski (2011)

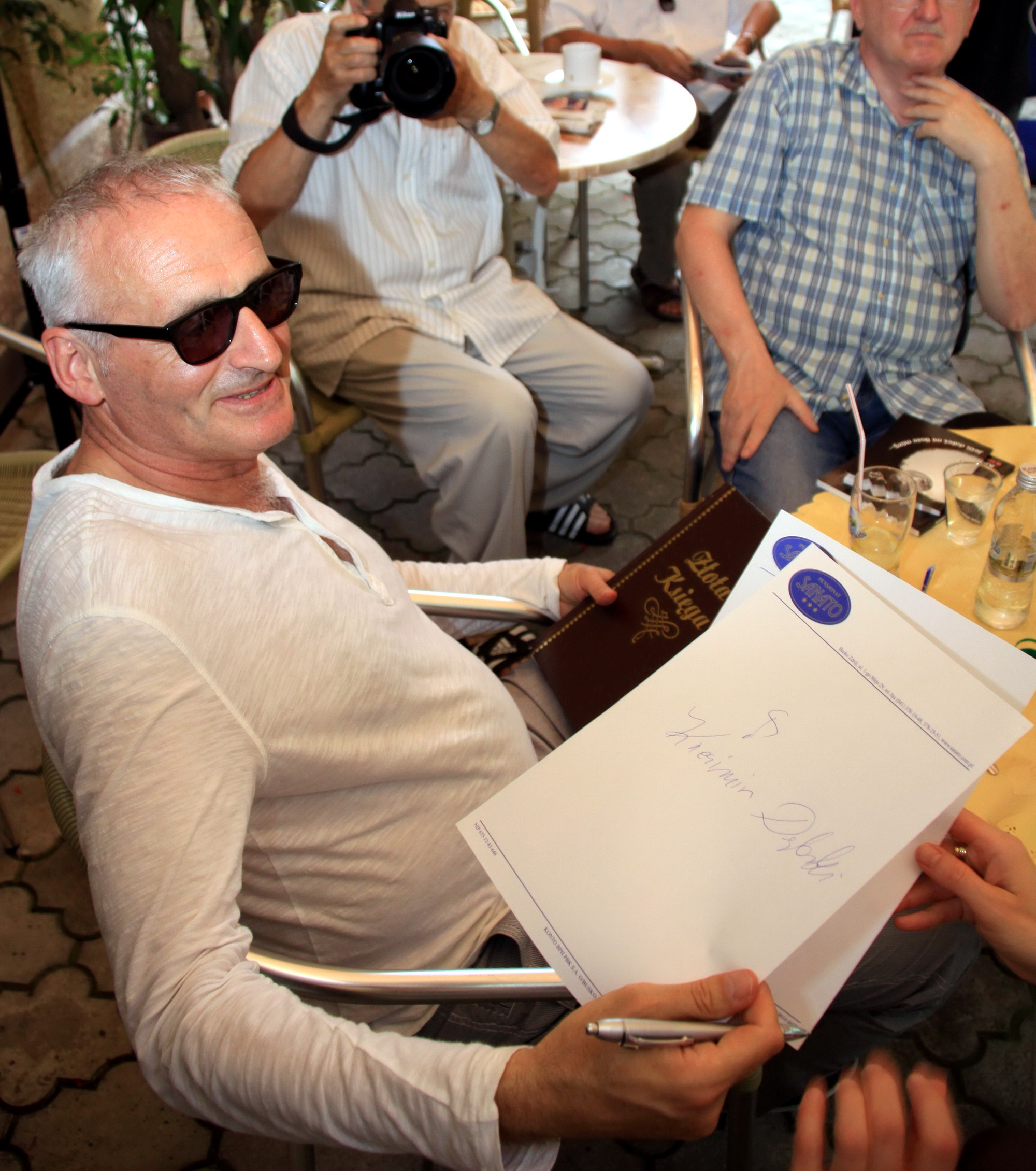
Dębski podczas Kawiarenki festiwalowej w Busko-Zdroju (2012)

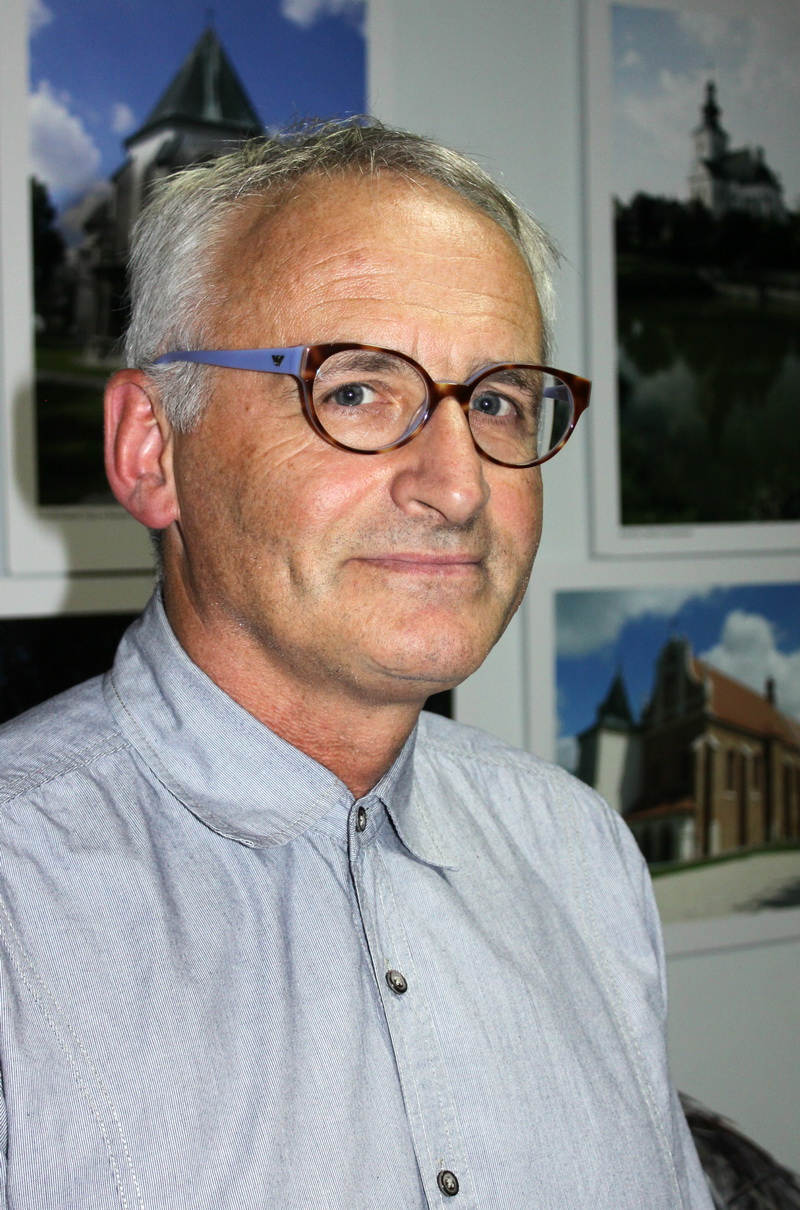
Dębski (2013)

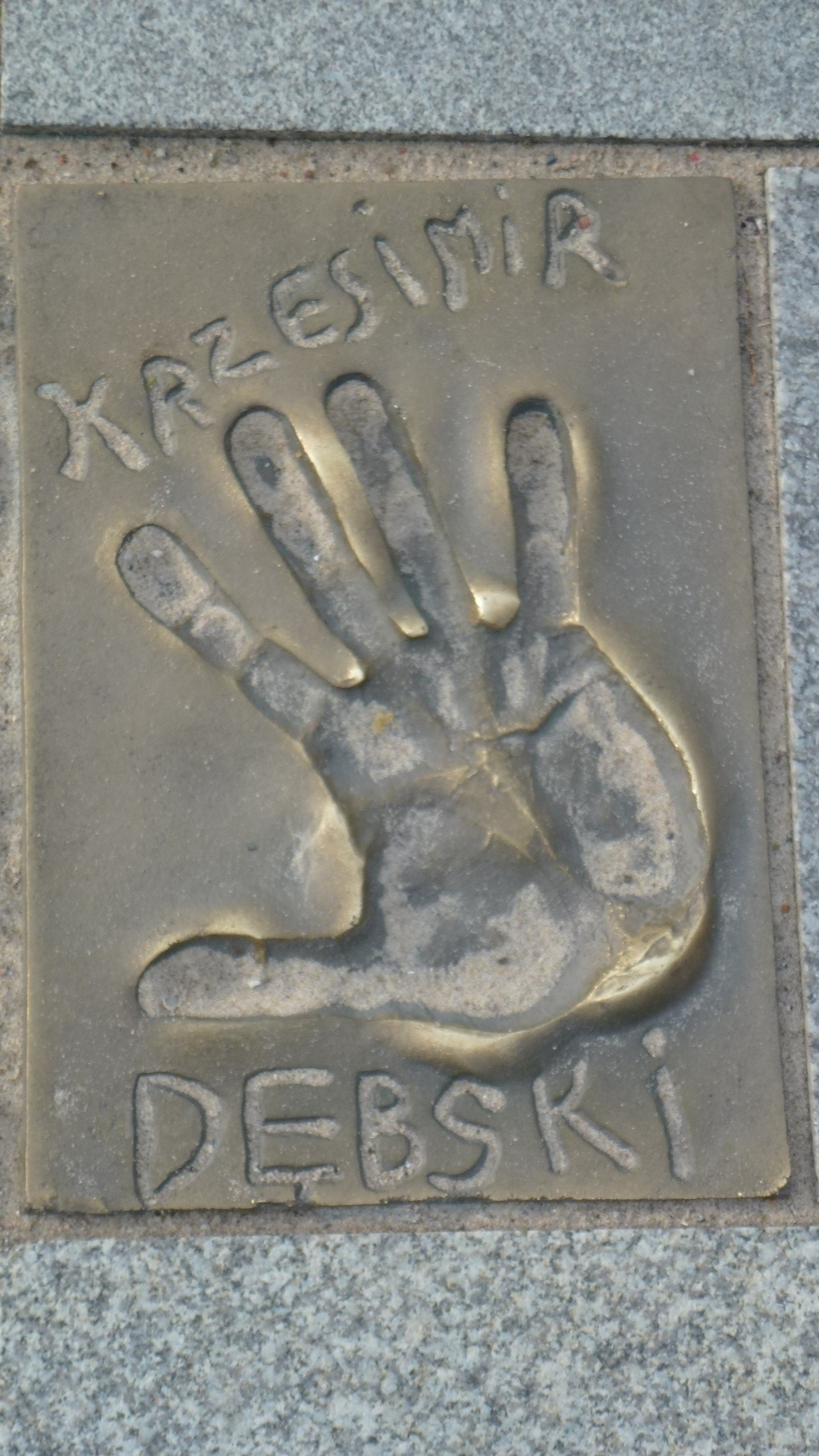
Odcisk dłoni Dębskiego w Alei Gwiazd w Międzyzdrojach

Krzesimir Marcin Dębski (ur. 26 października 1953 w Wałbrzychu) – polski kompozytor, m.in. muzyki współczesnej i muzyki filmowej, skrzypek jazzowy i dyrygent, lider zespołu jazzowego String Connection. Profesor sztuki.
Studiował kompozycję w Akademii Muzycznej im. I.J. Paderewskiego w Poznaniu u Andrzeja Koszewskiego i dyrygenturę u Witolda Krzemieńskiego.
Piosenki napisane przez Dębskiego nagrali m.in.: Krzysztof Antkowiak, Artur Gadowski, Edyta Górniak, Anna Jurksztowicz, Kayah, Beata Kozidrak, Grażyna Łobaszewska, Ryszard Rynkowski, Stanisław Sojka, Zdzisława Sośnicka, Mieczysław Szcześniak, Natasza Urbańska, Borys Szyc.

## Pochodzenie
Dziadek kompozytora, Leopold Dębski, urodzony w Kołomyi, pochodził z drobnej szlachty. Jego rodzina doświadczyła represji po powstaniu styczniowym. Podczas I wojny światowej, pracując jako lekarz w szpitalu we Włodzimierzu Poleskim, poznał Ukrainkę Anisię Czemerkin, z pochodzenia Kozaczkę. Po wojnie małżeństwo osiedliło się we Lwowie, gdzie przyszli na świat ich synowie: Jerzy i Włodzimierz Sławosz. W latach 30. XX wieku rodzina przeniosła się do Kisielina w województwie wołyńskim, gdzie Leopold pracował jako lekarz, często nieodpłatnie pomagając ubogim.
Rodzice Krzesimira Dębskiego – Aniela Sławińska i Włodzimierz Sławosz Dębski – zaręczyli się w 1943 podczas obrony kościoła w Kisielinie przed atakiem nacjonalistów ukraińskich z UPA. Przez kilka dni ukrywali się u zaprzyjaźnionych Ukraińców. Dziadkowie kompozytora, którzy powrócili do Kisielina, zostali porwani przez bojówkę UPA i zamordowani. W latach 80. i 90. Włodzimierz Dębski prowadził prywatne śledztwo w sprawie ich śmierci. Krzesimir Dębski po jego śmierci uzyskał informację, że szkolny kolega jego ojca – wcześniej zaangażowany w poszukiwania – był faktycznym sprawcą zbrodni. Mężczyzna zmarł niedługo po ujawnieniu tej informacji.
Włodzimierz Dębski był pianistą. Wspominał, że w czasie wojny bywał wzywany przez niemieckiego oficera do jego domu, aby wspólnie grać na cztery ręce fragmenty symfonii Beethovena. Mimo odniesionych ran i amputacji nogi wstąpił do 27 Wołyńskiej Dywizji Piechoty Armii Krajowej, z którą przeszedł cały szlak bojowy. Do tej samej formacji dołączyła również Aniela. Spotkali się dopiero po wojnie – w Zamościu, gdzie wzięli ślub, a następnie osiedlili się w okolicach Wałbrzycha.

## Przebieg kariery zawodowej
W czasie nauki w szkole średniej Dębski grywał w amatorskich zespołach muzycznych The Hazards i Maszyna Rytmu. Z tym ostatnim zadebiutował w 1973 roku na Festiwalu Młodzieżowej Muzyki Współczesnej w Kaliszu. W 1976 , podczas festiwalu Jazz nad Odrą we Wrocławiu, wystąpił jako skrzypek jazzowy w zespole Warsztat, zdobywając czwarte miejsce. Rok później zespół zajął trzecie miejsce, a Dębski otrzymał drugą nagrodę indywidualną. W 1979 opuścił grupę Warsztat i rozpoczął współpracę z poznańskim kabaretem Tey, zespołem jazzowym Kazimierza Jonkisza, a także orkiestrami Zbigniewa Górnego i Ósmego Dnia.
Od 1980 jako lider zespołu String Connection koncertował w 25 krajach – niemal całej Europie, a także w USA i Kanadzie. Z zespołem występował m.in. na festiwalach jazzowych w Baden-Baden, Hadze, Helsinkach, Berlinie, Montrealu, Norymberdze, Bilbao, Budapeszcie, Kongsbergu oraz Jazz Jamboree w Warszawie. W 1983 roku grupa zdobyła I nagrodę na Światowym Konkursie Jazzowym w Hoeilaart (Belgia). Dębski otrzymał również Nagrodę im. Stanisława Wyspiańskiego (1985) oraz wielokrotnie był wyróżniany tytułami „Najlepszego Skrzypka”, „Kompozytora” i „Aranżera Roku” w plebiscytach magazynu Jazz Forum. W 1985 roku znalazł się na liście dziesięciu najlepszych skrzypków jazzowych pisma Down Beat.
Nagrał kilkanaście płyt z własnymi kompozycjami dla wielu wytwórni, współpracując m.in. z Tonym Lakatosem i Charlesem Tolliverem. Prowadził również zespół Di Rock Cimbalisten.
Od 1988 działa także jako kompozytor i aranżer. Jego twórczość łączy wpływy muzyki współczesnej i jazzowej. Skomponował ponad 50 utworów symfonicznych i kameralnych, w tym operę, cztery oratoria, muzykę religijną, jedenaście koncertów instrumentalnych. Jest laureatem wielu konkursów kompozytorskich, m.in. z okazji 25-lecia Poznańskiej Wiosny Muzycznej, oraz zdobywcą Kanadyjskiej Nagrody Filmowej Genie Award ’88 i nagrody Premiera RP za twórczość dla dzieci.
Tworzył muzykę radiową m.in. dla rozgłośni w Warszawie, Opolu, Szczecinie, Malmö, San Francisco, Oslo i Baden-Baden. Współpracował z autorem tekstów Jackiem Cyganem.
Był wiceprezesem Polskiego Towarzystwa Muzyki Współczesnej i wykładowcą kursów muzycznych m.in. w Ankarze, Darmstadt i San Diego. Skoncentrował się także na muzyce filmowej, teatralnej i eksperymentalnej. Skomponował muzykę do ponad 50 filmów fabularnych i telewizyjnych, 35 spektakli teatralnych oraz przeszło 100 piosenek. Jego muzyka do serialu Maszyna zmian otrzymała w USA nominację do nagrody Emmy Award ’98.
Jako dyrygent prowadził nagrania m.in. dla Sony Classical Records, koncertując z takimi artystami jak José Carreras, Ewa Małas-Godlewska, Nigel Kennedy, Adam Makowicz, Canadian Brass, Vadim Riepin, Jean-Luc Ponty, Mark O’Connor, John Blake, Alberto Iglesias i José Cura
W 2000 otrzymał nagrodę Fryderyk dla kompozytora roku i Philip Award od Międzynarodowej Akademii Filmowej za muzykę do filmu Ogniem i mieczem. Rok później zdobył nagrodę za muzykę do filmu W pustyni i w puszczy na Międzynarodowym Festiwalu Filmowym w Pyros w Grecji.
W 2010 został uhonorowany Orderem Ecce Homo za „muzyczny retusz na obrazie kraju i świata”, a w 2017 otrzymał Medal „Pro Patria” za „szczególne zasługi dla tradycji niepodległościowej”. 26 maja 2024 odebrał Złoty Medal „Zasłużony Kulturze Gloria Artis”.
Do czerwca 2023 prowadził klasę kompozycji i aranżacji w Akademii Muzycznej im. Ignacego Jana Paderewskiego w Poznaniu. W 2020 uzyskał tytuł profesora sztuki.

## Życie prywatne
Dwukrotnie żonaty. Z pierwszego małżeństwa ma syna Tolisława i córkę Dobromiłę. Z drugą żoną, piosenkarką Anną Jurksztowicz, ma dwoje dzieci: Marię (ur. 1985) i Radzimira (ur. 1987), kompozytora muzyki filmowej i rozrywkowej, dyrygenta oraz producenta muzycznego.

## Kompozycje

### Muzyka orkiestrowa
- 1980 – Cantabile h moll [wersja I] na orkiestrę smyczkową
- 1980 – Cantabile h moll [wersja II] na flet, klarnet i orkiestrę smyczkową
- 1980 – Cantabile h moll [wersja III] na skrzypce i big-band
- 1985 – Musica per archi – na orkiestrę smyczkową
- 1990 – Passacaglia Improvisazioni - na orkiestrę symfoniczną
- 1990 – Synchromie – Dance Fantasy – na orkiestrę symfoniczną
- 1990 – Three Forms – na orkiestrę symfoniczną
- 1992 – Moment Musical – na orkiestrę symfoniczną
- 1993 – Toccata – na orkiestrę symfoniczną
- 1993 – Concertino na orkiestrę
- 1993 – Sinfonietta – na orkiestrę symfoniczną
- 1994 – Country in E [wersja I] na orkiestrę symfoniczną
- 1995 – Preludium – Interludium – Postludium – na orkiestrę smyczkową
- 1995 – Bulgarian Country na orkiestrę symfoniczną
- 1996 – Zyklus – na orkiestrę symfoniczną
- 1996 – Tempi concertati – na orkiestrę smyczkową
- 1997 – London in Cracow na orkiestrę symfoniczną
- 1999 – Opel Fantasy na orkiestrę symfoniczną
- 2000 – Musica da camera na orkiestrę smyczkową
- 2000 – Taniec huculski na skrzypce solo i orkiestrę symfoniczną
- 2000 – Taniec huculski [wersja II] na klarnet i orkiestrę symfoniczną
- 2001 – Musica Dominicana – na orkiestrę dętą
- 2003 – Dances of Poland na orkiestrę
- 2003 – Trojak Jubileuszowy na orkiestrę symfoniczną
- 2007 – Autumnity – na orkiestrę symfoniczną
- 2008 – Muzyka na Powstanie Wielkopolskie na orkiestrę dętą i zespół perkusyjny
- 2009 – Taniec huculski na orkiestrę
- 2011 – Sarabanda con episodi na orkiestrę
- 2012 – Bassophilia na gitarę basową i orkiestrę
- 2012 – Concerto piccolo na orkiestrę smyczkową
- 2012 – Dark Side of Venus na orkiestrę
- 2013 – Power of Winds na symfoniczną orkiestrę dętą
- 2014 – Wariacje na temat K. Dębskiego  na orkiestrę symfoniczną
- 2016 – For Symphony  na orkiestrę symfoniczną
- 2017 – Polonaise D-minor na orkiestrę symfoniczną
- 2017 – Dziewczyny ze Lwowa – na multipercussion i smyczki
- 2018 – Zielona Irlandia -taniec symfoniczny
- 2021 – Papricoso stettinese della una Villa - na orkiestrę smyczkową
- 2021 – Impressionie per percussione - na orkiestrę perkusyjną
- 2023 – Bojan Duke of Dingac - na orkiestrę symfoniczną

### Kompozycje na instrumenty solowe i orkiestrę
- 1978 – Fantazja – na organy i orkiestrę symfoniczną
- 1990 – Impromptu – na skrzypce, wiolonczelę, fortepian i orkiestrę symfoniczną
- 1990 – Solo, duo, trio e orchestra – na skrzypce, wiolonczelę, fortepian i orkiestrę symfoniczną
- 1990 – Koncert na skrzypce i orkiestrę nr 1
- 1990 – Koncert skrzypcowy nr 1
- 1990 – Concertino na skrzypce i orkiestrę
- 1991 – Koncert fortepianowy nr 1 [Czeczeński]
- 1992 – Sentimental déjà vu [wersja I] na kwartet smyczkowy
- 1992 – Sentimental déjà vu [wersja II] na orkiestrę smyczkową
- 1995 – Preludium – Interludium – Postludium na orkiestrę smyczkową
- 1995 – Concerto per corno e orchestra
- 1995 – Koncert fortepianowy nr 2
- 1995 – Solo, Duo, Trio na skrzypce, wiolonczele, fortepian i orkiestrę symfoniczną
- 1997 – Concerto per flauto dolce nr 1 – na flet i orkiestrę smyczkową
- 1997 – Pieśń Heleny na skrzypce i orkiestrę symfoniczną
- 1998 – Koncert na klarnet i orkiestrę smyczkową
- 1998 – Koncert na flet i orkiestrę
- 1998 – Koncert fletowy nr 2
- 1998 – Koncert na skrzypce i orkiestrę symfoniczną nr 2
- 1999 – Koncert podwójny – na skrzypce, altówkę i orkiestrę symfoniczną (na 2 Stradivariusy)
- 1999 – Double Concerto na skrzypce, altówkę i orkiestrę symfoniczną
- 2000 – Notturno – na skrzypce, altówkę i orkiestrę symfoniczną
- 2000 – Landscape – klarnet i orkiestrę symfoniczną
- 2000 – Quasi una fantasia – na skrzypce i orkiestrę smyczkową
- 2001 – W góry idziemy po życie – na róg alpejski i orkiestrę
- 2002 – Sounds from Serengeti – na skrzypce, obój i orkiestrę smyczkową
- 2004 – New Romantic Expectations na skrzypce i orkiestrę smyczkową
- 2004 – New Romantic Temptations na skrzypce i orkiestrę smyczkową
- 2004 – Quasi una fantasia na skrzypce i orkiestrę smyczkową
- 2004 – Koncert na wiolonczelę i orkiestrę symfoniczną
- 2005 – Solemn Concerto na trąbkę, organy i orkiestrę symfoniczną
- 2005 – Q + O – na kwartet smyczkowy i orkiestrę symfoniczną
- 2006 – Capriccio per cello solo
- 2007 – Autumnity na orkiestrę symfoniczną
- 2007 – Koncert na trzy klarnety i orkiestrę
- 2008 – New Romantic Temptation na saksofon tenorowy i smyczki
- 2008 – Koncert jazzowy na skrzypce i orkiestrę
- 2009 – Quandtophonie na wiolonczelę i orkiestrę symfoniczną
- 2009 – Stories for Double Bass & Orchestra na kontrabas i orkiestrę symfoniczną
- 2009 – Dos lid far jidisze fidl na skrzypce i orkiestrę smyczkową
- 2012 – Musicophilia na akordeon i smyczki
- 2013 – Concerto for Sax na saksofon i orkiestrę
- 2013 – Passacaglia per pianoforte & orchestra
- 2013 – New Miami Sound na orkiestrę
- 2014 – Back in Kat na symfoniczną orkiestrę dętą
- 2014 – Koncert na gitarę i orkiestrę
- 2015 – Oxygenical Sounds Piano Concerto nr. 3
- 2016 – Musicophilia II na akordeon i orkiestrę
- 2017 – Musicophillia III  na akordeon i orkiestrę
- 2018 – Jazz Concerto  na skrzypce i orkiestrę

### Kompozycje wokalno-instrumentalne
- 1988 – Oratorium Pie Jesu Domine – na sopran, tenor, chór i orkiestrę symfoniczną
- 1988 – Missa puerorum – na chór chłopięcy, obój, klarnet, fagot, organy, perkusję i orkiestrę smyczkową
- 1988 – Missa brevis – na chór chłopięcy, obój, klarnet, fagot i organy
- 1989 – Psalmodia Paratum cor meum Deus – na chór mieszany a cappella
- 1990 – Laudate Dominum – na chór żeński, obój, klarnet, fagot i organy
- 1990 – Laudate Dominum na chór chłopięcy
- 1992 – Laudate Dominum na chór żeński, obój, klarnet, fagot i organy (lub smyczki)
- 1993 – Biografioły [do poezji Stanisława Barańczaka] – na 6 głosów męskich
- 1994 – Kantata e sonata na chór mieszany i orkiestrę symfoniczną
- 1995 – Kantata o Świętym Zygmuncie – na chór mieszany i orkiestrę symfoniczną
- 1996 – Poemat o mieście Lublinie, oratorium na sopran, tenor, recytatora, chór mieszany i orkiestrę symfoniczną
- 1997 – 7 Pieśni do poezji Wisławy Szymborskiej – na sopran, tenor, chór żeński i orkiestrę symfoniczną
- 1999–2001 – Quo Vadis Oratorio
- 2000 – Misterium [wersja II] na sopran solo, 2 recytatorów, chór mieszany i orkiestrę
- 2002 – Symfonia nr 1 „Nihil Homine Mirabilius” na mezzosopran solo, chór mieszany i orkiestrę symfoniczną
- 2003 – Symfonia nr 2 „Ver Redit” na sopran solo, baryton solo, chór mieszany i orkiestrę symfoniczną
- 2003 – Taniec Sudecki na orkiestrę symfoniczną i chór mieszany
- 2003 – Kujawiak Pomorski na orkiestrę symfoniczną i chór mieszany
- 2006 – Formy – na głosy, chór mieszany i orkiestrę symfoniczną
- 2006 – Ave Maria na głos i orkiestrę symfoniczną
- 2007 – Psalm nr 1 do poezji Czesława Miłosza – na chór i orkiestrę symfoniczną
- 2007 – Lux Aeterna – trzy pieśni na chór mieszany a cappella
- 2008 – Oratorium Kres Kresów na sopran, chór mieszany i orkiestrę
- 2008 – Cosmopolis na chór mieszany i orkiestrę
- 2009 – INTOIBO AD ALTARE DEI na chór mieszany i orkiestrę symfoniczną
- 2009 – Litania Wołyńska
- 2009 – EXXLESIASTICUS XXX na sopran, chór mieszany i orkiestrę
- 2010 – Rhythmi Urbani na chór i orkiestrę, dzieło napisane na zamówienie miasta Szczecinek z okazji 700-lecia
- 2017 – Misterium na  głos solo, chór i orkiestrę symfoniczną
- 2017 – Witkacego Portrety Kobiet  na  głos solo, chór i orkiestrę symfoniczną
- 2018 – Akatyst na chór i orkiestrę symfoniczną
- 2019 – Bogurodzica na chór i orkiestrę
- 2019 – Vanitas głos solo i orkiestrę  na chór i orkiestrę symfoniczną
- 2019 – Śpiewy historyczne wg J. Niemcewicza
- 2020 – Oratorium Wieluńskie  na chór i orkiestrę symfoniczną
- 2021 – Exegi monumentum  na chór i orkiestrę symfoniczną
- 2022 – Symfonia „Kadisz 1942” na  głos solo i orkiestrę symfoniczną

## Muzyka teatralna i baletowa
- 1995 – Ballada o Kasi i drzewie reż. Andrzej Maleszka
- 1995 – Pułapka reż. Wojciech Wieczorkiewicz
- 1986 – Wielkoludy reż. Andrzej Maleszka
- 1987 – Party Ballet na taśmę reż. Mirosław Różalski
- 1988 – Igraszki kobiet reż. Stefan Szaciłowski
- 1988 – Balladyna reż. Jan Machulski
- 1991 – Historia o ptaku Cis reż. Witold Mazurkiewicz
- 1991 – Mama-Nic reż. Andrzej Maleszka
- 1992 – Burza w teatrze Gogo reż. Maciej Korwin
- 1992 – Album z tego świata reż. Ewa Wycichowska
- 1993 – Ptaki, czyli kosmiczne jajo reż. Czesław Sieńko
- 1993 – Ramdam gadające lustro reż. Jerzy Moszkowicz
- 1993 – Płatonow reż. Jerzy Jarocki
- 1994 – Teatr niekonsekwencji reż. Waldemar Modestowicz
- 1996 – Gapcio reż. Wojciech Wieczorkiewicz
- 1996 – Płatonow – Akt pominięty reż. Jerzy Jarocki
- 1996 – Gimpel Głupek reż. Waldemar Śmigasiewicz
- 1996 – pastorałka reż. Jarosław Kilian
- 1997 – O krasnoludkach i o sierotce Marysi reż. Wojciech Wieczorkiewicz
- 1997, 1999 – Rycerz niezłomny reż. Maciej Wojtyszko
- 1997 – Piaskowy zegar reż. Beata Wrzosek
- 1997 – Ewa Hitler pali Camele reż. Jacek Koprowicz
- 1997, 2003 – Śleboda, czyli powaby życia reż. Waldemar Śmigasiewicz
- 1998 – Kosmos reż. Waldemar Śmigasiewicz
- 1998 – Drzewo reż. Izabella Cywińska
- 1998, 2001 – Pan Plamka i jego kot Dariusz Miłkowski
- 1998 – Mruczanki Kubusia Puchatka reż. Wojciech Wieczorkiewicz
- 1998, 2003 – Sen nocy letniej reż. Jarosław Kilian
- 1998 – Ubu Król reż. Waldemar Śmigasiewicz
- 1998 – Iwona, księżniczka Burgunda reż. Waldemar Śmigasiewicz
- 1998 – Wspólny pokój reż. Waldemar Śmigasiewicz
- 1998 – Kłopoty Kacperka reż. Jarosław Kilian
- 1999 – Słowicza wyspa reż. Wojciech Wieczorkiewicz
- 1999 – Medyk mimo chęci reż. Krzysztof Zalewski
- 1999 – Kubuś Puchatek reż. Wojciech Wieczorkiewicz
- 1999 – Kurs mistrzowski reż. Waldemar Śmigasiewicz
- 1999 – Igraszki z diabłem reż. Jarosław Kilian
- 1999 – Jasiek reż. Andrzej Maleszka
- 1999, 2004 – Ślub reż. Waldemar Śmigasiewicz
- 1999 – Towarzysz podróży reż. Wojciech Wieczorkiewicz
- 1999 – Żelazna konstrukcja reż. Waldemar Śmigasiewicz
- 1999 – Operetka reż. Waldemar Śmigasiewicz
- 2000 – Księżniczka na ziarnku grochu reż. Joanna Łupinowicz
- 2000 – Makbet reż. Waldemar Śmigasiewicz
- 2000 – Panienka z Tacny reż. Bogdan Augustyniak
- 2000 – Super Mozart reż. Jacek Sylwin
- 2000 – Król Edyp reż. Waldemar Śmigasiewicz
- 2000 – La dolce vita reż. Zofia Rudnicka
- 2000 – Dzikie łabędzie reż. Stanisław Ochmański
- 2001 – Play Strindberg reż. Andrzej Łapicki
- 2001 – Detektyw, pies Bobi i lustro reż. Joanna Łupinowicz
- 2001 – Ferdydurke reż. Waldemar Śmigasiewicz
- 2002 – Oni reż. Lech Chojnacki
- 2003 – Przerżnąć sprawę reż. Marek Wortman
- 2003 – Hulajgęba reż. Waldemar Śmigasiewicz
- 2003 – Tańce Rzeczpospolitej, muzyka baletowa reż. Ewa Głowacka, Zofia Rudnicka
- 2003 – Rudolf Valentino reż. Zofia Rudnicka
- 2004 – Trans-Atlantyk reż. Janusz Opryński, Witold Mazurkiewicz
- 2005 – Mimo wszystko reż. Waldemar Śmigasiewicz
- 2005 – Parady reż. Krzysztof Zalewski
- 2006 – Wujaszek Wania reż. Waldemar Śmigasiewicz
- 2007 – Hamlet reż. Waldemar Śmigasiewicz
- 2008 – Zdarzyło się w Jeruzalem reż. Elżbieta Szlufik - Pańtak
- 2008 – Pornografia reż. Waldemar Śmigasiewicz
- 2008 – Proces reż. Waldemar Śmigasiewicz
- 2011 – Kaprys Łazarza reż. Janusz Zaorski

### Teatr Telewizji
- 1989 – Raz swawolny Tadeuszek reż. Aleksander Czekanowski
- 1990 – Jan Maciej Karol Wścieklica reż. Jacek Bunsch
- 1993 – Gyubal Wahazar reż. Jacek Bunsch
- 1994 – Tośka reż. Andrzej Maleszka
- 1995 – Łowca jasnowidzów reż. Jacek Koprowicz
- 1995 – Ramdam reż. Jerzy Moszkowicz
- 1996 – U progu jesieni reż. Jacek Koprowicz
- 1997 – Mistrz reż. Agnieszka Lipiec - Wróblewska
- 1997 – Piękno reż. Izabella Cywińska
- 1998 – Dama od Maxima reż. Janusz Józefowicz
- 1998 – Drzewo reż. Izabella Cywińska
- 1998 – Płatonow – Akt pominięty reż. Jerzy Jarocki
- 1998 – Yes, panie McLuhan reż. Olaf Lubaszenko

Musicale
- 1987 – Bunt komputerów, musical dla dzieci reż. Wojciech Kępczyński
- 1988 – Opowieść o Ptaku Cis wg J. Kulmowej – musical dla dzieci reż. Witold Mazurkiewicz
- 2004 – Dzieje grzechu reż. Anna Kękuś-Poks
- 2012 – Nie ma Solidarności bez Miłości reż. Maciej Wojtyszko, Adam Wojtyszko
- 2015 – Rękopis znaleziony w Saragossie reż. Maciej i Adam Wojtyszko
- 2015 – Dzieje Grzechu musical na motywach S. Żeromskiego reż. Anna Kękuś-Poks
- 2017 – Trzej muszkieterowie reż. Konrad Imiela
- 2018 – Przerwana cisza reż. Michał Znaniecki

Opery
- 2020 – Hiob reż. Tomasz Cyz

## Filmografia

### Kompozytor

#### Filmy pełnometrażowe
- 1985 – Medium
- 1985 – Potrzask
- 1986 – Pokój dziecinny
- 1986 – Cudowne dziecko
- 1987 – Kingsajz
- 1987 – Opowieść Harleya
- 1988 – Alechemik
- 1988 – Złodziej
- 1989 – Deja vu
- 1990 – Janka
- 1990 – Mów mi Rockefeller
- 1991 – Skarga
- 1991 – V.I.P.
- 1992 – Szwadron
- 1993 – Człowiek z...
- 1993 – Goodbye Rockefeller
- 1993 – Koloss
- 1993 – Motyw cienia
- 1994 – Oczy niebieskie
- 1996 – Autoportret z kochanką
- 1996 – Matka swojej matki
- 1997 – Ciemna strona Wenus
- 1997 – Kochaj i rób co chcesz
- 1997 – Prostytutki
- 1997 – Washington Square (Plac Waszyngtona)
- 1998 – Sto minut wakacji
- 1999 – Gwiazdka w Złotopolicach
- 1999 – Ogniem i mieczem
- 1999 – ...gdzie mój starszy syn Kain (dokument)
- 2000 – Koniec świata u Nowaków
- 2000 – Król sokołów
- 2001 – Pieniądze to nie wszystko
- 2001 – Stacja
- 2001 – Tam i z powrotem
- 2001 – W pustyni i w puszczy
- 2002 – Sfora: Bez litości
- 2002 – Co kryje kurz... (dokument)
- 2003 – Polisz kicz projekt
- 2003 – Stara baśń – kiedy słońce było bogiem
- 2003 – Oczyszczenie (dokument)
- 2006 – Szatan z VII klasy
- 2009 – Magiczne drzewo
- 2007 – Ranczo Wilkowyje
- 2007 – Białoruski walc (dokument)
- 2011 – 1920 Bitwa warszawska
- 2012 – Sztos 2

#### Seriale
- 1988 – Alchemik Sendivius
- 1990 – Janka
- 1992 – Aby do świtu...
- 1992 – Mama – nic
- 1992 – Żegnaj Rockefeller
- 1993−1994 – Bank nie z tej ziemi
- 1993 – Jacek
- 1995 – Maszyna zmian
- 1995, 1998 – Matki, żony i kochanki
- 1996 – Maszyna zmian. Nowe przygody
- 1996 – Tajemnica Sagali
- 1997–2008 – Złotopolscy
- 1998 – Gwiezdny pirat
- 1999 – Sto minut wakacji
- 1999–2000 – Czułość i kłamstwa
- 1999-2008 – Na dobre i na złe
- 1999 – Palce lizać
- 2000 – Ogniem i mieczem
- 2001 – W pustyni i w puszczy
- 2001 – Więzy krwi
- 2002 – Sfora
- 2003–2006 – Magiczne drzewo
- 2003-2008 – Na Wspólnej
- 2004 – Stara baśń
- 2006–2016 – Ranczo
- 2006 – Szatan z VII klasy

#### Filmy krótkometrażowe
- 1983 – Urodził się motyl
- 1984 – Stomp
- 1986 – XYZ
- 1988 – Sposób na Piotrusia
- 1993 – Jakub
- 1994 – Przestrzeń Krzesimira...
- 1997 – Polowanie

#### Filmy animowane
- 1985 – Dalej... dalej
- 1985 – Zwykła podróż
- 1986 – Wnętrze
- 1999 – O zabawkach dla dzieci z cyklu Czternaście bajek z Królestwa Lailonii Leszka Kołakowskiego[13].

### Dyrygent

#### Filmy pełnometrażowe
- 1985 – Medium
- 1986 – Cudowne dziecko
- 1987 – Kingsajz
- 1989 – Deja vu
- 1990 – Janka
- 1991 – 30 Door Key
- 1991 – Dziecko szczęścia
- 1991 – Papierowe małżeństwo
- 1992 – Szwadron
- 1992 – Białe małżeństwo
- 1992 – Le violeur impuni (Sprawa kobiet)
- 1993 – Człowiek z...
- 1993 – Goodbye Rockefeller
- 1994 – Oczy niebieskie
- 1995 – Awantura o Basię
- 1995 – Kidnapped
- 1995 – Całkowite zaćmienie (Total Eclipse)
- 1995 – The Choir
- 1996 – Autoportret z kochanką
- 1996 – Bliss
- 1996 – Matka swojej matki
- 1996 – True Blue (Zbuntowana załoga)
- 1997 – Ciemna strona Wenus
- 1997 – Prostytutki
- 1999 – Gwiazdka w Złotopolicach
- 1999 – Ogniem i mieczem
- 2000 – Król sokołów
- 2001 – Pieniądze to nie wszystko
- 2001 – Stacja
- 2001 – Tam i z powrotem
- 2001 – W pustyni i w puszczy
- 2002 – Bez litości
- 2003 – Polisz kicz projekt
- 2003 – Stara baśń
- 2007 – Ranczo Wilkowyje

#### Seriale
- 1990 – Janka
- 1992 – Żegnaj Rockefeller
- 1993 – Wow
- 1996 – Awantura o Basię
- 1996 – Maszyna zmian. Nowe przygody
- 1997–2008 – Złotopolscy
- 2000 – Ogniem i mieczem
- 2002 – Sfora
- 2003–2006 – Magiczne drzewo
- 2004 – Stara baśń
- 2006–2008 – Ranczo
- 2006 – Szatan z VII klasy

### Piosenki
- Będzie tak, jak jest
- Czas nas uczy pogody
- Diamentowy kolczyk
- Dumka na dwa serca (piosenka promująca film Ogniem i mieczem)
- Mały biznes (piosenka z filmu Mów mi Rockefeller)
- Matki, żony i kochanki (piosenka z serialu)
- Mrok
- Muszelko, ratuj mnie
- Na dobre i na złe (piosenka z serialu)
- Nie od razu raj (piosenka z serialu Sfora)
- Przyjaciel wie...
- Rzeka marzeń (piosenka promująca film W pustyni i w puszczy)
- Stan pogody
- Szuflandia (piosenka z filmu Kingsajz)
- Video-dotyk
- Za mały
- Zakazany owoc
- Zima lubi dzieci
- Zmysły precz (piosenka z filmu Kingsajz)
- Życie jest nowelą (piosenka z serialu Klan)

### Przed kamerą
- 1991 – V.I.P. jako kompozytor w studiu nagrań
- 1997 – Ciemna strona Wenus jako Znany dyrygent na uroczystości w pałacu
- 1997 – Linia opóźniająca w cyklu filmowym Opowieści weekendowe jako kierownik muzyczny programu
- 2002 – Bez litości jako Skrzypek
- 2002 – Rób swoje, ryzyko jest twoje jako Krzysztof Kaldorf, reżyser filmu Przodem do tyłu
- 2002 – Sfora jako Skrzypek

#### Filmy dokumentalne
jako on sam
- 1985 – World music
- 1986 – Od raga do rocka z Joe Berendtem
- 1994 – Przestrzeń Krzesimira...
- 1999 – Było sobie miasteczko...

## Odznaczenia, nagrody i wyróżnienia

### Indywidualne
- 1977 – II nagroda na Studenckim Festiwalu Jazzowym Jazz nad Odrą we Wrocławiu
- 1978 – nagroda specjalna na festiwalu Jazz nad Odrą
- 1983−1988 – tytuły muzyka, kompozytora i aranżera roku w ankietach czasopisma „Jazz Forum”
- 1985 – Nagroda Ministerstwa Kultury i Sztuki im. Stanisława Wyspiańskiego
- 1985 – I nagroda na XXII Krajowym Festiwalu Polskiej Piosenki w Opolu za piosenkę Diamentowy kolczyk
- 1986 – został uznany za jednego z dziesięciu najlepszych skrzypków jazzowych świata w ankiecie krytyków amerykańskiego pisma „Down Beat”
- 1986 – I nagroda konkursu Poznańskiej Wiosny Muzycznej
- 1986 – I nagroda konkursu kompozytorskiego za muzykę do Wielkoludów na Festiwalu Sztuk dla Dzieci w Wałbrzychu (spektakl teatralny)
- 1987 – tytuł aranżera roku w ankiecie czytelników „Jazz Forum”
- 1988 – II nagroda na XXV KFPP w Opolu za utwór Będzie tak, jak jest
- 1988 – wyróżnienie na XXV KFPP w Opolu za piosenkę Zakazany owoc
- 1988 – Genie Award Kanadyjskiej Akademii Filmowej
- 1989 – nagroda prezesa Rady Ministrów za twórczość kompozytorską dla filmu, teatrów i widowisk TV
- 1990 – tytuł muzyka lat 80. w ankiecie czytelników „Jazz Forum”
- 1991 – II nagroda w koncercie Premier na KFPP w Opolu za piosenkę Muszelko, ratuj mnie
- 1992 – nagroda za muzykę do filmu Ofelia na wakacjach na XII Festiwalu Polskich Filmów dla Dzieci i Młodzieży w Poznaniu
- 1993 – I nagroda za muzykę do spektaklu Książę niezłomny w reżyserii Lecha Chojnackiego w wykonaniu Państwowego Teatru Animacji z Poznania na XVI OFTL w Opolu
- 1994 – Grand Prix na XXXI KFPP w Opolu za utwór Mrok
- 1997 – Poznańskie Koziołki za muzykę do serialu Tajemnica Sagali w konkursie krajowym na Festiwalu Filmów dla Dzieci
- 2000 – Fryderyk'99 w kategorii „kompozytor roku” – nagroda za muzykę do filmu Ogniem i mieczem
- 2000 – Philip Award za muzykę do filmu Ogniem i mieczem (TP SA Music and Film Festival, Warszawa)
- 2001 – Srebrne Koziołki za muzykę do filmu W pustyni i w puszczy na XIX Międzynarodowym Festiwalu Filmów Dla Dzieci „Ale kino!” w Poznaniu
- 2001 – nagroda za muzykę do filmu W pustyni i w puszczy na Międzynarodowym Festiwalu Filmowym w Pyros (Grecja)
- 2004 – Złota Kaczka (nagroda w plebiscycie czytelników miesięcznika „Film”) za muzykę do filmu i serialu Stara baśń
- 2004 – Orzeł (Polska Nagroda Filmowa) Nominacja w kategorii: muzyka; za rok 2003
- 2007 – nagroda w kategorii „Programy Dziecięce i Młodzieżowe” za serial „Magiczne drzewo”
- 2008 – Krzyż Kawalerski Orderu Odrodzenia Polski[14]
- 2010 – Artek (Międzynarodowy Festiwal Filmów dla Dzieci) Nagroda Specjalna Radia  Dziecięcego z Rosji za Najlepszą Muzykę „Magiczne Drzewo”
- 2010 – Order „Ecce Homo” za opisywanie życia muzyką, muzyczny retusz na obrazie kraju i  świata, piękne kształtowanie codziennej rzeczywistości przez dobroć, ład i harmonię.
- 2011 – Nagroda „Master of Cinemagic” na VI Międzynarodowym Festiwalu Filmowym Cinemagic.pl w Warszawie
- 2011 – Tablica w  Promenadzie Gwiazd (potocznie Alei Gwiazd) w Międzyzdrojach
- 2014 – Grand Prix II Zamojskiego Festiwalu Filmowego „Spotkania z historią” za szczególne  zasługi dla polskiej kinematografii historycznej
- 2015 – Nagroda TVP Polonia za zasługi dla Polski i Polaków poza granicami kraju
- 2015 – Srebrny Medal „Zasłużony Kulturze Gloria Artis”[15]
- 2017 – Medal „Pro Patria” za szczególnie zasługi dla tradycji niepodległościowej przyznany  przez Urząd ds. Kombatantów i Osób Represjonowanych
- 2019 – Nagroda 100-lecia ZAiKS-u[16]
- 2022 – Nagroda SAWP 50-lecie pracy artystycznej
- 2022 – Złota Iguana za niezwykle bogatą i wszechstronną pracę twórczą w dziedzinie muzyki i nauki
- 2023 – Nagroda Marszałka Województwa Wielkopolskiego za osiągnięcia w dziedzinie twórczości artystycznej, upowszechniania i ochrony dóbr kultury za rok 2022 w kategorii – całokształt dorobku kulturalnego
- 2023 – Medal Labor Omnia Vincit
- 2023 – Nagroda Artystyczna Miasta Poznania
- 2024 – Złoty Medal „Zasłużony Kulturze Gloria Artis”[15]
- 2024 – Medal 550-lecia Województwa Lubelskiego
- 2024 – Tablica w Alei Sław w Zamościu
- 2024 – Wieloryb Jazzu
- 2024 – Nagroda Grand Prix Melomani 2023 za całokształt działalności

### Zespołowe
- 1976 – IV nagroda dla grupy „Warsztat” na Studenckim Festiwalu Jazzowym Jazz nad Odrą we Wrocławiu
- 1977 – III nagroda dla grupy „Warsztat” na festiwalu Jazz nad Odrą
- 1978 – wyróżnienie dla „Orkiestry Ósmego Dnia” na festiwalu Jazz nad Odrą
- 1983 – I nagroda Ogólnoświatowego Konkursu Jazzowego w Hoeillart w Belgii dla zespołu „String Connection”